# Peter Unger
Peter K. Unger (nascido 1942) é um filósofo e professor da New York University.

## Publicações selecionadas

### Livros
- Ignorance: A Case for Scepticism (Oxford University Press, 1975 and 2002) ISBN 0198244177
- Philosophical Relativity (Blackwell and Minnesota, 1984; Oxford, 2002) ISBN 019515553X
- Identity, Consciousness and Value (Oxford, 1990) ISBN 0-19-507917-5
- Living High and Letting Die: Our Illusion of Innocence (Oxford, 1996) ISBN 0-19-510859-0
- All the Power in the World] (Oxford, 2006) ISBN 0-19-515561-0
- Philosophical Papers, Volume 1 (Oxford, 2006) ISBN 0-19-515552-1
- Philosophical Papers, Volume 2 (Oxford, 2006) ISBN 0-19-530158-7

### Artigos
- "I do not Exist", in Perception and Identity, G. F. MacDonald (ed.), London: Macmillan, 1979.
- "The Problem of the Many", Midwest Studies in Philosophy, vol. 5 (1980), pp. 411‑467.
- "Free Will and Scientificalism", Philosophy and Phenomenological Research, vol. 65 (2002).
- "The Survival of the Sentient", Philosophical Perspectives, vol. 14 (2000).